# 보스니아 헤르체고비나의 로마 가톨릭 교구 목록
보스니아 헤르체고비나의 로마 가톨릭 교구는 1개 관구에 1개 관구장좌 대교구와 2개 일반교구가 속하며 이웃한 크로아티아의 자그레브관구에 1개 교구가 속해 있다

## 교구

### 사라예보 관구(Province of Sarajevo)
- 사라예보 관구장좌 대교구( Archdiocese of Sarajevo(Vrhbosna))
  - 바나루카 교구(Diocese of Banja Luka)
  - 모스타르-두브노 교구( Diocese of Mostar Duvno)

### 자그레브 관구(Province of Zagreb)
- - 비옐로바-크리제브시 교구(Diocese of Bjelovar–Križevci)